# Ferran Pol
Ferran Pol, né le 28 février 1983 à Andorre-la-Vieille, est un footballeur international andorran qui évolue au poste de gardien de but au FC Andorra et avec l'équipe d'Andorre.

## Biographie

### En club
Il évolue principalement dans les division inférieures espagnoles (en grande partie en cinquième division).
Avec le club andorran du FC Lusitanos, il participe au premier tour préliminaire de la Ligue des champions.

### En équipe nationale
Il joue son premier match en équipe d'Andorre le 2 juin 2010, en amical contre l'Albanie (défaite 1-0 à Tirana).
Il dispute avec Andorre quatre matchs lors des éliminatoires du mondial 2010, dix matchs lors des éliminatoires de l'Euro 2016, et une rencontre lors des éliminatoires du mondial 2018.